# Revista TS
Revista TS fou una publicació de resistència cultural dins del franquisme que aparegué de forma irregular entre els anys 1971 i 1976, editada per l'Acadèmia de Belles Arts de Sabadell i Amics de les Arts i Joventuts Musicals de Terrassa. Succeeix a la revista Riu Tort (1956-1965), editat per la mateixa Acadèmia que ja va assajar d'oferir una plataforma crítica faç a la cultura oficial del moment. Va ser un projecte de renovació cultural, i d'amagat un projecte polític que instrumentalitzava el discurs cultural. El 1978 a la fi de la Transició democràtica espanyola va surtir una tercera revista: Quadern, editada per la Fundació Ars.
L'any 1971 existia una excel·lent relació entre dues entitats culturals vallesanes: l'Acadèmia de Belles Arts de Sabadell i Amics de les Arts i Joventuts Musicals de Terrassa. Ambdues havien incorporat a les seves juntes respectives persones que, al voltant dels trenta anys, representaven la generació que ja no havia viscut la Guerra Civil espanyola. Fruit d'aquests relació va ser la decisió de publicar una revista conjunta. A tal efecte, es constituí un consell de redacció format per Magí Cadevall i Soler, Manuel Costa Fernández, Manuel Garriga Miralles, Joaquín Monrás Sender, Eudald Puig Mayolas i Manuel Royes Vila. Com que en aquells anys obtenir el permís per publicar una revista era molt difícil, es va definir a efectes oficials com a «publicación interior destinada a los socios de Academia de Bellas Artes de Sabadell y Amigos del Arte de Terrassa» (castellà). Pel fet d'acceptar articles escrit amb llibertat de pensament, va ser sotmesa a les multes de l'autoritat franquista.